# Lino Musella
Lino Musella (Napoli, 21 ottobre 1980) è un attore, regista e drammaturgo italiano.

## Biografia
Si forma in teatro nella sua città natale, Napoli, come attore e tecnico, trasferendosi in un secondo momento a Milano alla scuola Paolo Grassi dove studia regia teatrale. Negli anni alterna l'attività di attore a quelle di regista, tecnico e disegnatore luci.

## Teatro
Dal 2009 anima, con Paolo Mazzarelli, una propria compagnia con la quale vince diversi premi.
Nel 2017 - assieme a Monica Nappo e Paolo Mazzarelli - riceve il Premio Enriquez per lo spettacolo “Orphans”. 
Nel 2019 Musella vince il Premio Ubu come miglior attore per la sua prova in The Night Writer – Giornale notturno di Jan Fabre.

## Cinema
Esordisce al cinema nel 2013 nel film Happy Days Motel di Francesca Staasch. 
Nel 2021 viene candidato al David di Donatello come miglior attore non protagonista in Favolacce. Sempre nel 2021 prende parte a Qui rido io, in cui interpreta Benedetto Croce, per la regia di Mario Martone, a È stata la mano di Dio di Paolo Sorrentino, e infine a Il bambino nascosto di Roberto Andò. L’anno seguente è uno dei personaggi principali in L’ombra del giorno di Giuseppe Piccioni e ne Il pataffio di Francesco Lagi.

## Televisione
Fra il 2014 e il 2016 partecipa alle prime due stagioni di Gomorra - La serie, interpretando il personaggio di Rosario Ercolano detto  Ó nano. Nel 2024 partecipa alla quarta e ultima stagione de L'amica geniale, interpretando il personaggio di Marcello Solara.

## Filmografia

### Cinema
- Già domattina - Already Tomorrow, regia di Tommaso Pitta - cortometraggio (2010)
- Happy Days Motel, regia di Francesca Staasch (2013)
- Perez., regia di Eduardo De Angelis (2014)
- La stoffa dei sogni, regia di Gianfranco Cabiddu (2016)
- Fino alla fine, regia di Giovanni Dota - cortometraggio (2018)
- Ride, regia di Valerio Mastandrea (2018)
- Loro, regia di Paolo Sorrentino (2018)
- Il perdono, regia di Marcello Cotugno - cortometraggio (2019)
- The Last Planet, regia di Terrence Malick (2019)
- Il cattivo poeta, regia di Gianluca Iodice (2020)
- La belva, regia di Ludovico Di Martino (2020)
- Favolacce, regia di Damiano e Fabio D'Innocenzo (2020)
- Il ladro di cardellini, regia di Carlo Luglio (2020)
- Lasciami andare, regia di Stefano Mordini (2020)
- Tigers, regia di Ronnie Sandahl (2020)
- Lei mi parla ancora, regia di Pupi Avati (2021)
- Qui rido io, regia di Mario Martone (2021)
- È stata la mano di Dio, regia di Paolo Sorrentino (2021)
- Il bambino nascosto, regia di Roberto Andò (2021)
- Princess, regia di Roberto De Paolis (2022)
- L'ombra del giorno, regia di Giuseppe Piccioni (2022)
- Il pataffio, regia Francesco Lagi (2022)
- Il boemo, regia Josef Mysliveček (2022)
- Ferrari, regia di Michael Mann (2023)
- La scommessa - Una notte in corsia, regia di Giovanni Dota (2024)
- Nonostante, regia di Valerio Mastandrea (2024)
- Ho visto un re, regia di Giorgia Farina (2024)
- Unicorni, regia di Michela Andreozzi (2025)

### Televisione
- Gomorra - La serie – serie TV, 16 episodi (2014-2016)
- The Young Pope, regia di Paolo Sorrentino – serie TV, episodio 1x04 (2016)
- Liberi tutti – serie TV, 12 episodi (2019)
- Solo per passione - Letizia Battaglia fotografa, regia di Roberto Andò – miniserie TV (2022)
- L'Ora - Inchiostro contro piombo, regia di Piero Messina, Ciro D'Emilio e Stefano Lorenzi – serie TV (2022)
- L'amica geniale – serie TV, 10 episodi (2024)

## Teatro
- Real Estate di Richard Vincent, regia di Marcello Cotugno, Teatro degli Astrusi - Beat '72 (1999)
- Edoardo II di Christopher Marlowe, regia di Pierpaolo Sepe, Enzimi Teatro (2000)
- Sing Yer Heart Out for the Lads di Roy Williams, traduzione e regia di Paolo Zuccari, produzione Quartieri dell'Arte (2003)
- Kamikaze monologo, progetto drammaturgico e regia di Fabrizia Mutti, VolterraTeatro (2004)
- Morte per acqua da T.S. Eliot, regia di Paolo Mazzarelli, produzione CSS Udine (2005)
- Pane d'inverno di Victor Lodato, regia di Marcello Cotugno, produzione Quartieri dell'arte – Imaie – Beat 72 (2006)
- Macbeth di William Shakespeare, regia di Valter Malosti, Teatro di Dioniso - Teatro Stabile di Torino (2007)
- Otello di William Shakespeare, regia di Claudio Autelli, Teatro Litta (2008)
- Il bicchiere della staffa di Harold Pinter, regia di Annalisa Bianco e Virginio Liberti Egumteatro - CSS Udine (2009)
- C'è del pianto in queste lacrime tratto da Libero Bovio, drammaturgia di Linda Dalisi, regia di Antonio Latella, produzione Napoli Teatro Festival e Teatro Mercadante (2012)
- Edipo a Terzigno di Fortunato Cerlino, regia di Fortunato Cerlino, Napoli Fringe Festival (2013)
- Natale in casa Cupiello di Eduardo De Filippo, regia di A. Latella, produzione Teatro di Roma (2014)
- Strategie fatali scritto e diretto da Lino Musella e Paolo Mazzarelli, produzione Marche Teatro, compagnia Musella Mazzarelli (2015)
- Madame Bovary di Gustave Flaubert, riscrittura di L. Russo, regia A. Baracco (2016)
- Le baccanti di Euripide, regia di Andrea De Rosa, produzione Teatro Stabile di Napoli (2017)
- Who is the King? - Parte II, drammaturgia e regia di Lino Musella e Paolo Mazzarelli (2018)
- The Night Writer testo, scene e regia di Jan Fabre (2019)
- Tavola tavola, chiodo chiodo ideato, diretto e interpretato da Lino Musella (2020-in corso)
- Pinter Party, tre testi brevi di Harold Pinter, regia di Lino Musella (2024)
- Gennareniello di Eduardo De Filippo, regia di Lino Musella, produzione Teatro Stabile di Napoli (2024)

## Riconoscimenti
- Premio Le Maschere del Teatro Italiano 2022 come miglior attore per Tavola, tavola, chiodo, chiodo
- Premio Ubu 2019 come miglior attore per The Night Writer – Giornale notturno
- David di Donatello
  - 2021 – Candidatura come miglior attore non protagonista per Favolacce

## Opere
- Strategie fatali, di e con Paolo Mazzarelli, con Davide Enia, Bologna, Cue Press, 2015. ISBN 9788898442881.